# Melchior Franck
Melchior Franck (Zittau, omstreeks 1579 – Coburg, 1 juni 1639) was een Duitse componist van de late renaissance en de vroege barok. Hij was een bijzonder vruchtbare componist van protestantse kerkmuziek, in het bijzonder motetten. Hij introduceerde de stilistische nieuwigheden van de Venetiaanse School benoorden de Alpen naar Duitsland.

## Leven
Zoals dat bij de meeste componisten van die tijd het geval is, zijn gegevens over de vroegste fasen van zijn leven schaars. Hij werd in Zittau geboren en studeerde daar mogelijk bij Christophorus Demantius en later bij Adam Gumpelzhaimer in Augsburg. Tegen 1601 werkte hij in Neurenberg als muziekleraar. Daar ontmoette hij Hans Leo Hassler en leerde van hem zowel de Venetiaanse meerkorige en de polyfone stijl aan van de hoog-Renaissance, die hij allebei in zijn eigen compositiestijl toepaste.
In 1602 nam hij een betrekking in Coburg als Kapellmeister bij prins Johann Casimir aan. Hij bleef daar tot het einde van zijn dagen. Zijn positie daar was overwegend gunstig: hij genoot de steun van zijn beschermheer en beschikte over het inkomen dat nodig was om te blijven componeren. De Dertigjarige Oorlog verwoestte de streek rond Coburg. Toen tyfus uitbrak, en dat boven op de gevolgen van de plunderingen door de legers, raakte de streek ontvolkt en de economie ontredderd. Franck heeft deze periode als musicus toch overleefd, hetgeen niet kan worden gezegd van zijn tijdgenoot in Halle, Samuel Scheidt, die zijn betrekking als Kapellmeister verloor. Desalniettemin lieten in die periode Francks vrouw en zijn twee kinderen het leven.

## Werken
Melchior Franck staat op een keerpunt in de ontwikkeling van de muziek, namelijk die van de late renaissance (vertegenwoordigd door Giovanni Pierluigi da Palestrina, Thomas Tallis en Orlando di Lasso) tot de vroege barok. Hij is qua stijl een tijdgenoot van Michael Praetorius, Melchior Vulpius en Leonhard Lechner. Ook Claudio Monteverdi en Heinrich Schütz behoren tot zijn tijdgenoten.
Melchior Franck was een populaire componist. Hij schreef een grote hoeveelheid muziekstukken, waaronder meer dan 40 bundels met motetten, alles bij elkaar wel 600; daarenboven schreef hij wereldlijke liederen, waaronder "Bergreihen", "Reuterliedlein", quodlibets, liefdesliederen, volksliederen, psalmzettingen, bicinia, tricinia, instrumentale dansen en verschillende andere muziekstukken.
Tot de bekendere stukken behoren onder meer de vierstemmige Gemmulae Evangeliorum (ook heruitgegeven als Deutsche Evangeliensprüche für das Kirchenjahr) van 1623, enkele koralen, en de canon Da pacem, Domineⓘ (oorspronkelijk een bijdrage aan een gastenboek).
Zijn motetten zijn gevarieerd van stijl. Vele ervan zijn koormotetten, een exclusief Protestantse variatie van het motet; ze waren in het Duits en zijn alle gecomponeerd in het laat-Renaissancistische idioom van Lassus met nauwkeurig gecontroleerde dissonantie en zacht vloeiende polyfonie. Een aantal ervan zijn eenvoudig, homofoon, en besteden ongewoon veel aandacht aan de tekstplaatsing (hetgeen overigens ook een trend was in de muziek van de concurrerende katholieke contra-Reformatie en doorgaat voor een reactie op de muziek van voorgaande generaties). Andere zijn geschreven in de meerkorige stijl van de Venetianen (zoals Willaert en Gabrieli), met als voornaamste verschil dat er geen ruimtelijke verwijdering was tussen de koren: de antifonale delen liggen alle in dezelfde groep. De meest bijzondere motetten zijn echter te vinden in de verzameling van 1602, de Contrapuncti, die een vroeg voorbeeld bieden van de fugavorm. Ze zijn strikt contrapuntisch.
Ofschoon de meeste motetten zich kenmerken door de aanwending van het contrapuntische idioom van de Renaissance, gebruikte Franck ook vaak de basso continuo, een relatief recente vernieuwing van de vroege Barok, en doubleerde hij ook vocale partijen met instrumentale.
Franck was een conservatieve componist en tijdgenoot van de bekendere en aanzienlijk meer vernieuwende Heinrich Schütz; niettemin waren zijn werken populair en werden ze tijdens zijn leven vaak herdrukt.